# 白尾裸臀鯙
白尾裸臀鯙，又稱輻鰭魚綱鰻鱺目鯙亞目鯙科的其中一種，分布於太平洋區，包括澳洲大堡礁、關島、夏威夷群島、馬克薩斯群島等海域，棲息深度1-51公尺，體長可達11.5公分，棲息在珊瑚礁海域，屬肉食性，生活習性不明。

## 擴展閱讀
維基物種上的相關：白尾裸臀鯙